# Saint-Léger-sur-Roanne
Saint-Léger-sur-Roanne – miejscowość i gmina we Francji, w regionie Owernia-Rodan-Alpy, w departamencie Loara.
Według danych na rok 1990 gminę zamieszkiwało 947 osób, a gęstość zaludnienia wynosiła 210 osób/km² (wśród 2880 gmin regionu Rodan-Alpy Saint-Léger-sur-Roanne plasuje się na 809. miejscu pod względem liczby ludności, natomiast pod względem powierzchni na miejscu 1555.).